# Struth
Struth es una localidad y comuna francesa, situada en el departamento de Bajo Rin en la región de Alsacia.
La comuna se ubica en los límites  del Parque natural regional de los Vosgos del Norte.
Limita al norte con Tieffenbach, al noreste con Fromuhl e Hinsbourg, al sureste con la Petite-Pierre, al sur con Petersbach y al suroeste con Asswiller.

## Demografía
| 205 | 233 | 213 | 192 | 204 | 221 |
| Para los censos de 1962 a 1999 la población legal corresponde a la población sin duplicidades (Fuente: INSEE [Consultar]) |     |     |     |     |     |

## Patrimonio
- Sinagoga de Struth, del siglo XIX, declarada monumento histórico en 1987

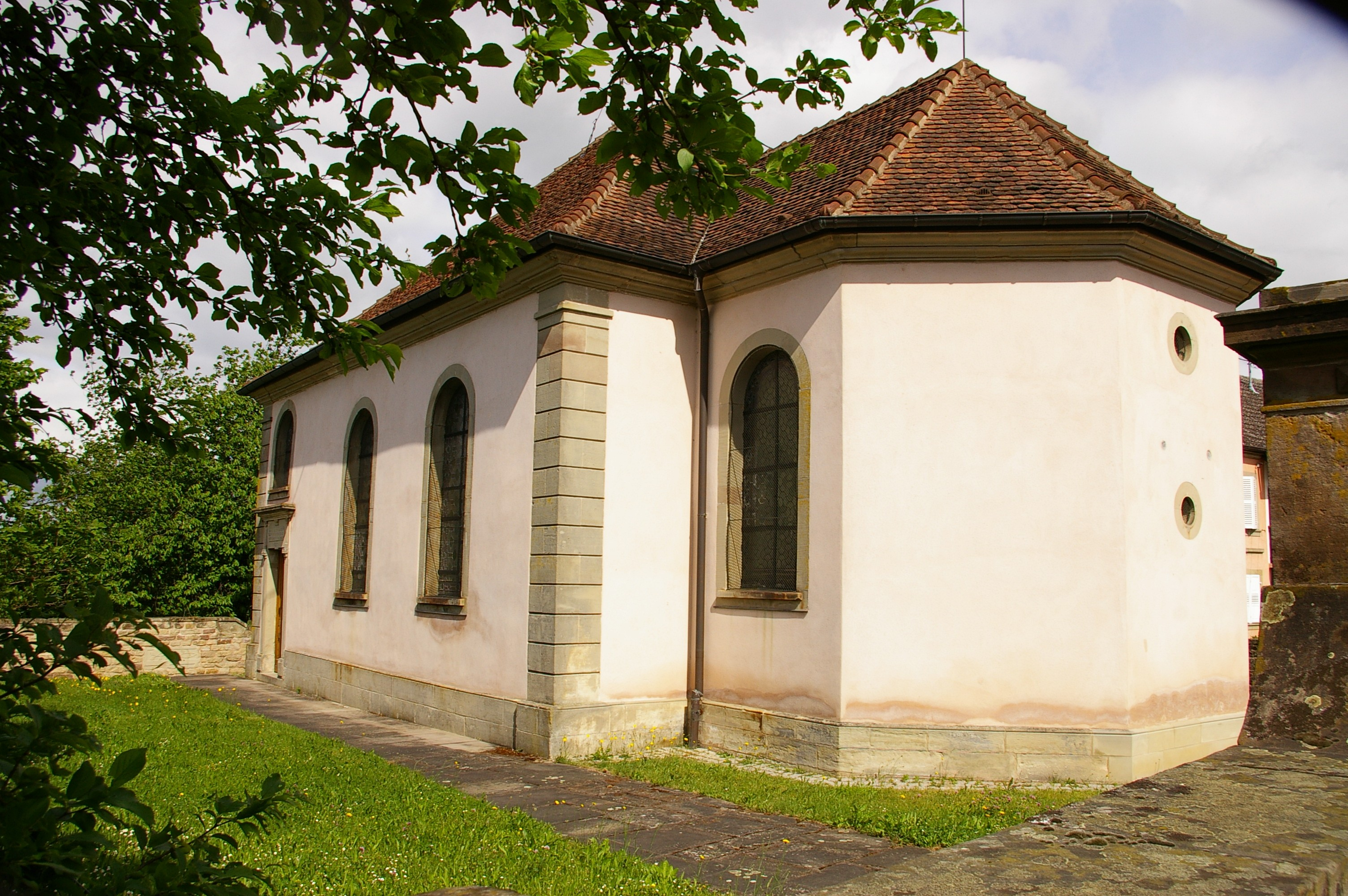
Sinagoga de Struth.